# الخربة (حبيش)

تعديل مصدري - تعديل

الخربة محلة تابعة لقرية النظارى، التابعة لعزلة بني شبيب بمديرية حبيش إحدى مديريات محافظة إب في الجمهورية اليمنية، بلغ تعداد سكانها 78 حسب تعداد اليمن لعام 2004.